# Корветы типа «Слейпнер»
Тип «Слейпнер» (норв. Sleipner-klassen) — тип норвежских корветов. По программе строительства флота от 1960 года, планировалось ввести в строй пять кораблей этого класса, но из-за недостатка финансирования это число было позднее сокращено до двух, построенных в 1963—1967 годах. Основным назначением корветов этого типа являлось обеспечение противолодочной обороны, а с 1972 года, получив новое противолодочное вооружение, они были переклассифицированы в охотники за подводными лодками. С 1980-х годов оба корабля использовались в основном в роли учебно-тренировочных судов, а в 1992 году были сняты с вооружения.

## Представители
| Название          | Номер | Судоверфь | Закладка | Спуск на воду    | Вступление в строй | Судьба                                               |
| ----------------- | ----- | --------- | -------- | ---------------- | ------------------ | ---------------------------------------------------- |
| Слейпнер Sleipner | P 951 | Nylands   | 1963     | 9 ноября 1963    | 29 апреля 1965     | снят с вооружения в 1992, потоплен как мишень в 1993 |
| Эгер Æger         | P 951 | Akers     | 1964     | 24 сентября 1965 | 31 марта 1967      | снят с вооружения в 1992, пущен на слом в 1993       |